# Stefanaconi
Stefanaconi (tiếng Hy Lạp: Stephanikonion) là một đô thị ở tỉnh Vibo Valentia trong vùng Calabria, có cự ly khoảng 50 km về phía tây namcủa Catanzaro và khoảng 3 km về phía đông của Vibo Valentia. Tại thời điểm ngày 31 tháng 12 năm 2004, đô thị này có dân số 2.477 người và diện tích là 23,2 km².
Đô thị Stefanaconi có các frazione (đơn vị trực thuộc) Morsillara.
Stefanaconi giáp các đô thị: Francica, Gerocarne, Pizzoni, Sant'Onofrio, Soriano Calabro, Vazzano, Vibo Valentia.